# The Salads
The Salads est un groupe canadien de punk rock avec de fortes tendances reggae, originaire de Newmarket, en Ontario. avec de fortes tendances reggae. Ils sont actuellement signés sur leur propre label, Maui Wowie Records, après avoir été signés par Kindling Music, une sous-division de Warner Music Canada. Le groupe se sépare en 2016.

## Histoire
Le groupe débute sous le nom de Lynx alors que ses membres étaient des élèves de l'école primaire Kettleby Public School dans le canton de King, en Ontario.
Des amis d'école, le batteur Grant Taylor et le guitariste Dave Ziemba, forment le groupe et y ajoutent bientôt le bassiste Chuck Dailey pour former un trio. Leurs premiers spectacles comprennent des foires locales et la remise des diplômes de leur école primaire. Après le lycée, le groupe déménage à Toronto, et Darren Dumas le rejoint en tant que chanteur en 1997, alors que son groupe d'origine est au bord de la rupture. Libydo, un breakdancer qui se produisait à l'origine au sein du groupe de danse Back to Basics, a été ajouté plus tard grâce à des relations avec Dumas. Son rôle était effectivement celui d'un hypeman lors des concerts, bien qu'il ait décrit son rôle comme « un instrument » à travers lequel une « représentation physique de l'énergie élevée » serait représentée.
En 2003, The Salads sort son premier album, Fold A to B, qui remportera plusieurs prix : un CASBY en 2003, un Canadian Radio Music Award, et le prix du groupe préféré aux Canadian Indie Awards.
Le groupe commence à écrire d'autres chansons et à les jouer, se préparant ainsi à la prochaine série d'enregistrements. Ils jouent à EdgeFest en 2004, (y compris EdgeFest), et passent deux semaines à jouer en Australie fin 2005 avec The Presidents of the United States of America. À leur retour, ils commencent la pré-production avec Dan Brodbeck, et en janvier, un nouvel album de 10 chansons, The Big Picture, est achevé. Il comprend Growing Up (sur les changements de la vie quand on vieillit), Individual (souvenirs du thrash metal des années 1980), Circles (regarder la personne la plus intelligente lutter contre la maladie d'Alzheimer), A Better Way (Le titre The Big Picture fait référence aux complications auxquelles fait face l'industrie musicale.
Après deux ans de tournée en promotion à The Big Picture sur le Warped Tour,, les campus shows et les festivals, les membres de The Salads décident de rompre les liens avec leur label et leur management. En août 2012, The Salads sort un album auto-produit intitulé Music Every Day, qui comprend des apparitions d'Angelo Moore (du légendaire Fishbone), des musiciens canadiens David Wilcox, Brian Byrne (de I Mother Earth), et Ryan Long (de The Johnstones). En 2013, le groupe se produit au KOI Music Fest.

## Membres

### Membres actuels
- Darren Dumas aka Mista D — chant
- Chuck Dailey — basse, chœurs
- Dave Ziemba — guitare
- Darrin Pfeiffer — batterie

### Anciens membres
- Grant Taylor — batterie, chœurs
- Libydo — danse, chœurs
- Ryan « Leg$ » Leger — batterie[7]
- David Summerfeldt — basse, voix
- Mike Kerwin — batterie/autres percussions à l'époque de Meanwhile... the Salads
- Mike Walsom — danse, claviers
- Alex Waite —  cuillères, saxophone
- Gavin Webb — costumes en velours, percussions
- Dan Johnson — clavier

## Discographie

### Albums studio
- 1998 : Meanwhile... The Salads
- 2003 : Fold A to B[8]
- 2006 : The Big Picture
- 2007 : The Big Picture (édition japonais + morceaux bonus de Fold A to B)
- 2012 : Music Every Day

### EP
- 2001 : Who's That?
- 2005 : Australian Pre-Release Promo
- 2006 : The Big Remixes

### DVD
- 2004 : The Salads: Band Gone Wild